# Wężewo (powiat piski)
Wężewo (niem. Wensewen, 1938–1945 Wensen) – osada w Polsce, położona w województwie warmińsko-mazurskim, w powiecie piskim, w gminie Orzysz, przy trasie Orzysz – Mikołajki.
W latach 1975–1998 miejscowość należała administracyjnie do województwa suwalskiego.

## Nazwa
W dokumencie lokacyjnym (1483) - Springborn, jako nazwa miejsca nadania i zum Petrache, zapewne od właściciela istniejącego już w pobliżu młyna.

Na mapie Districtus Reinensis (1663) Józefa Naronowicza-Narońskiego - Węzowo.

W dokumentach krzyżackich: Wansoffen, (1512)  Wansoffsky, Wensewen.

## Historia
Około 2 kilometrów na północ od miejscowości, na lewym brzegu jeziora Tyrkło, znajduje się Czerwone Pólko, zwane Krwawym (niem. Rotes Feld). Hufce krzyżackie, idące na podbój Jaćwierzy, starły się w tym miejscu z ich wojskami. Nazwa miejsca ma pochodzić od krwi, która zabarwiła okoliczne bagna na czerwono.

Komtur ryński Rudolf von Tippelskirchen odnowił przywilej Andrzejowi i Bartkowi Wężowskim na młyn w Wężewie i 2,5 łana na prawie chełmińskim, lecz jak wynikało z przywileju, młyn istniał najprawdopodobniej już przed wojną trzynastoletnią - hatten vergangenen Kriege, czyli przed 1454 rokiem. Dan w Rynie r. 1496. Wcześniej, w 1483 roku lokowano dobra na prawie magdeburskim na 10 łanach nadanych Maciejowi Wężewskiemu (Matthias Wansoffsky, Wansofsky) przez komtura ryńskiego, Jerzego Ramunga von Rameg (Georg Ramung von Ramegk). Przywilej lokacyjny wymieniał, że Wężewski musiał wykonać jedną służbę konną, ale otrzymywał 8 lat wolnizny. Młynarz w Wężewie zobowiązany był płacić czynsz w wysokości 6 grzywien i 6 tłustych gęsi. Młyn potwierdzono w spisie z 1517 roku. W 1506 roku kolejny komtur ryński, Rudolf von Tippelskirchen, nadał jeszcze jedno dobro, tym razem na 5 łanów. Otrzymali je Bartosz, Tomasz, Grzegorz i Wojciech, na prawie magdeburskim, z obowiązkiem połowy służby; 5-letnią wolniznę mieli tylko do szarwarku. Otrzymali niższe sądownictwo w granicach swoich dóbr do czterech szelągów. Wężewo zobowiązano do oddawania płużnego. Wolni mogli zakładać barcie w swoich granicach, ale miód usieli zdać Krzyżakom za opłatą. Wkrótce musiały nastąpić jeszcze dalsze nadania, gdyż w 1519 roku Wężewo posiadało już 40 łanów i według spisu służb pieszych Fussknechte było zobowiązane do 3 służb. Wymienione w spisie gospodarczym Zakonu Krzyżackiego z początków XVI w., które pełniły rolę weryfikatora przemian osadniczych tego okresu oraz w popisie wojskowym z 1519 roku. Wężewo należało do parafii w Okartowie, administracyjnie podlegało rewirowi w Dąbrówce. Ze szlachty pochodził Wojciech Cholewa.

Według danych opublikowanych w 1823 roku w Wężewie było 5 gospodarstw z 53 mieszkańcami. W 1857 roku Wężewo miało 111 mieszkańców i było majątkiem dwóch udziałowców. Byli to: właściciel ziemski Neumann i inspektor August Dargel.
W 1879 roku właścicielem dóbr był Alexander Neumann, majątek miał wielkość 665 hektarów.

Według danych z 1907 roku Wężewo był majątkiem o powierzchni prawie 630 ha, którego właścicielką była J. Neumann z domu Heink.Majątek dzierżawił Paul Kuhn. Działała tu destylarnia parowa.

## Zabytki
Zabytki wpisane do rejestru zabytków:
- Park dworski, założony na przełomie XIX i XX wieku - nr rej.: 592 z 31.03.1987.[14]

Zabytki ujęte w gminnej ewidencji zabytków:
- Dawny cmentarz ewangelicki, założony w połowie XIX wieku[15].

Najstarszy zachowany nagrobek: Arthur Gawlick †1867 Gottlieb Gawlick †1863.
Na cmentarzu kwatera rodowa rodziny Neumann.
Zespół dworsko-folwarczny z początków XX wieku:
- Budynek straży pożarnej wzniesiony w latach 20. XX wieku[17].
- Dwie stodoły z początku XX wieku[18][19].
- Dwa magazyny[20][21].
- Trzy obory z początku XX wieku[22][23][24].
- Gorzelnia z początku XX wieku[25].
- Brama[26].